# Rio Tinto (Gondomar)
Rio Tinto è una freguesia portoghese di 50 713 abitanti del comune di Gondomar, nel distretto di Porto.